# 사용성 전문가 협회
사용성 전문가 협회(Usability Professionals' Association)는 사용성에 관심있는 사람들로 구성된 국제 협회이다. 이 협회에서는 사용성과 사용자 중심 디자인의 모든 면에서 다양한 분야의 전문가와 관심있는 관련자들을 지원하고 있다. 또한 보다 편리하고 쓰기 편한 제품의 개발과 디자인의 중요성을 홍보하며 이러한 사용자 경험을 기업의 제품, 서비스 개발에 적용할 것을 권장하고 있다.